# ワット・ローカヤスターラーム
ワット・ローカヤスターラーム（Wat Lokayasutharam、タイ語: วัดโลกยสุธาราม）はタイのアユタヤ県アユタヤ市にある仏教寺院の廃墟である。ワット・ローカヤスター (Wat Lokaya Suttha) ともいわれ、日本では「ワット・ロカヤスタ（ロカヤスタ寺院）」などの表記が多い。建設は後期アユタヤ王朝中期で、67.5メートル四方の基壇の跡が残り、当時は周壁内に本堂のほか多くの仏教施設があった。アユタヤ王朝陥落時（1767年）に大部分がビルマ軍の破壊に遭い、現在は Phra Buddha Sai Yat という涅槃仏（タイ語: พระพุทธรูปปางไสยาสน์）が残る。涅槃仏は北方を頭に西を向いて寝ており、全長は37メートル（29m）、高さは8メートル（5m）。その構築は、煉瓦で形を積み上げた後に漆喰で固めたものである。1956年、タイ芸術局により復元された。